# Götzer Berg
Der Götzer Berg ist eine 108,6 m ü. NHN hohe eiszeitlich gebildete Erhebung nördlich des Ortsteiles Götz der Gemeinde Groß Kreutz (Havel) (Landkreis Potsdam-Mittelmark) in Brandenburg. Er erhebt sich damit fast 80 m über seine Umgebung. Auf ihm steht ein Aussichtsturm.

## Morphogenese
Während der letzten, der Weichselkaltzeit kam es beim Eisrückzug (Rücktauen) von der Maximalausdehnung der Brandenburg-Phase zeitweise wieder zu erneuten Vorstößen des Eises (Stadial). Bei der Bildung der Eisrandlage 2 wurde zwischen zwei von Norden vorrückenden Gletscherzungen eine Stauchendmoräne, der Götzer Berg, besonders hoch aufgeschüttet. Diese Eisrandlage verläuft, wobei ihr Verlauf in der Landschaft streckenweise nicht erkennbar ist,  von Werder (Havel) über den Götzer Berg nach Nordwesten über die Havel hinweg bis zum Schwarzen Berg bei Radewege.

## Aussichtsturm

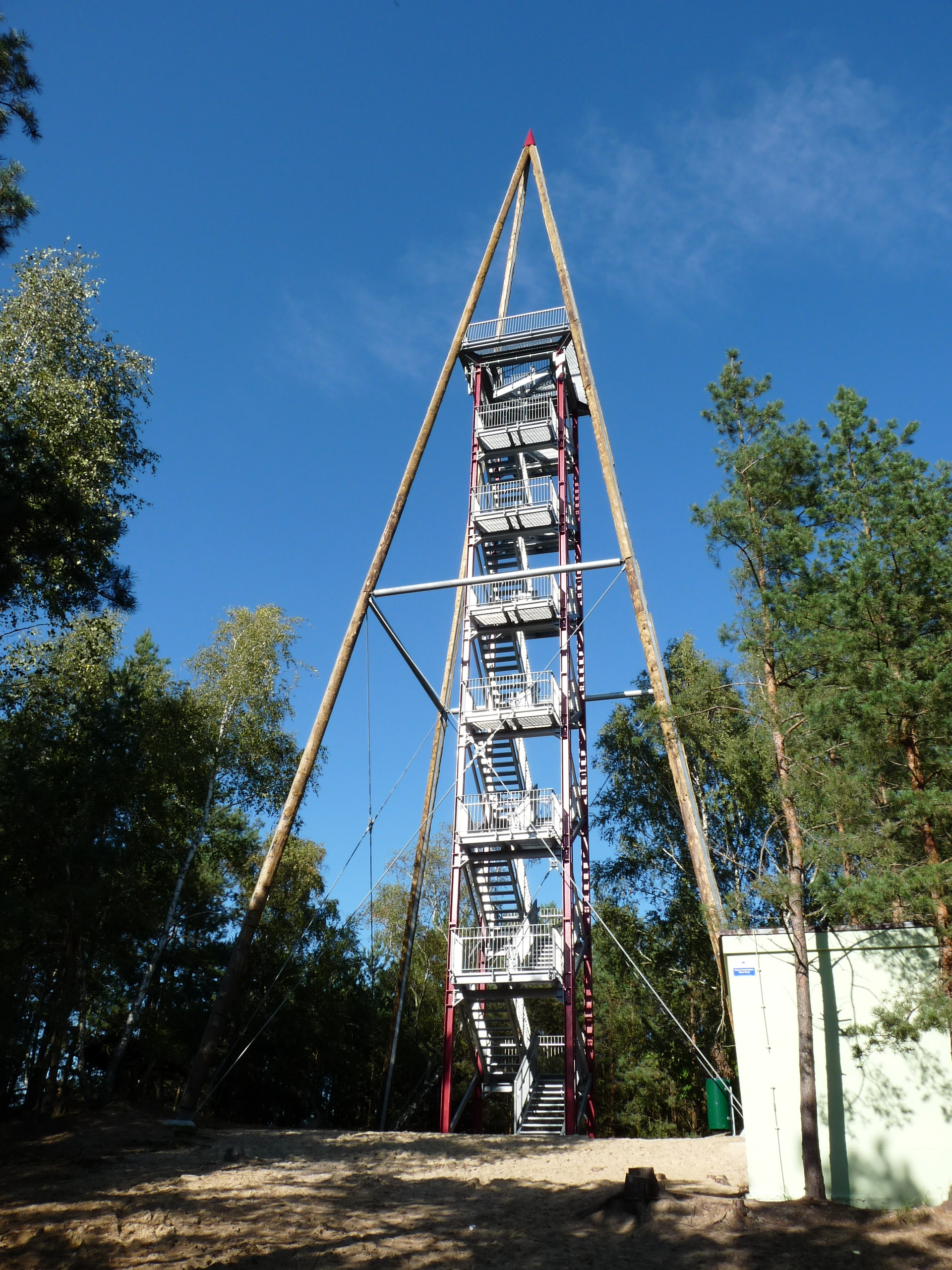
Aussichtsturm

Am 14. Juni 2012 wurde auf dem Götzer Berg ein Aussichtsturm eröffnet. Grundsteinlegung war am 12. Oktober 2011. Der aus verzinktem Stahl gefertigte Turm hat eine Höhe von 42,15 m und eine Aussichtsplattform in 27 m Höhe.
Er soll in seiner Form an den früher in seiner Nähe stehenden Signal- und Beobachtungsturm der Landesvermessung erinnern. Deshalb sind auch die vier Stützpfeiler mit Holz verkleidet. Der Turm steht nicht genau an der Stelle des früheren Signalturms des Trigonometrischen Punkts erster Ordnung, sondern ca. 7 m östlich davon, um weiterhin geodätische Messungen zu ermöglichen.

## Schutzgebiete
Der Götzer Berg liegt im Landschaftsschutzgebiet Brandenburger Osthavelniederung. Daneben ist sein Nordhang unter dem Namen Bruchwald Götzer Berg als Geschützter Landschaftsbestandteil ausgewiesen. Das SPA-Gebiet Mittlere Havelniederung und das FFH-Gebiet Mittlere Havel Ergänzung reichen an den Fuß des Berges.